# عثمان التكروري
عثمان التكروري (أبو صالح، 12 أغسطس 1943 - 22 ديسمبر 2020)، هو محامٍ وأستاذ جامعي فلسطيني، كان قاضيًا في المحكمة العليا الفلسطينية، ويُعد من أعلام القانون في فلسطين. كان أستاذًا للقانون في كلية الحقوق في جامعة الخليل وعددٍ من الجامعات الفلسطينية الأخرى، كما ألَّف عددًا من الكتب والأبحاث في القانون.

## حياته
وُلد عثمان صالح عثمان التكروري في مدينة الخليل بتاريخ 12 أغسطس (آب) 1943. حصل على درجة البكالوريوس في القانون من جامعة عين شمس في الفترة ما بين 1962 حتى 1966، ثم حصل على درجة الماجستير في القانون الدولي والخاص من نفس الجامعة في الفترة ما بين 1969 حتى 1971، ودرجة الدكتوراة في القانون التجاري من نفس الجامعة في الفترة ما بين ديسمبر 1979 حتى نوفمبر 1982.
عمل عثمان محاميًا شرعيًا ونظاميًا في مدينة الخليل، كما عمل أستاذًا مساعدًا في كلية التجارة بجامعة بيرزيت وكلية الشريعة وكلية الإدارة والتمويل بجامعة الخليل وكلية الحقوق بجامعة القدس وكلية إدارة الأعمال بجامعة بيت لحم. عمل أيضًا قاضيًا في مجلس القضاء الأعلى الفلسطيني، وكان أستاذًا مساعدًا في المعهد القضائي الفلسطيني التابع لوزارة العدل الفلسطيني وفي كلية الدراسات العليا بالجامعة الأهلية في بيت لحم. عمل في الفترة ما بين مايو 1987 حتى أغسطس 1988 قائمًا بأعمال رئيس جامعة الخليل، ثم أصبح عميدًا لشؤون الطلاب في الفترة ما بين 1992 حتى 1994. كان عضوًا في مجلس رابطة الجامعيين وأمين سر المجلس لدورتين 1976-1980 ومشارك في تأسيس معهد البوليتكنك الذي أصبح فيما بعد جامعة بوليتكنك فلسطين.

## مؤلفاته
ألَّف عثمان عددًا من الكُتب والأبحاث في القانون، ومنها:
- «الوجيز في القانون الدولي»، صدر عام 1991.
- «الوجيز في شرح قانون أصول المحاكمات الشرعية»، صدر عام 1997.[6]
- «الكافي في شرح قانون أصول المحاكمات المدنية والتجارية رقم 2 لسنة 2001»، صدر عام 2009.
- «المدخل لدراسة القانون: نظرية القانون ونظرية الحق»، صدر عام 2011.
- «شرح قانون الأحوال الشخصية رقم 61 لسنة 1976»، صدر عام 2011.
- «الكافي في شرح قانون البينات في المواد المدنية والتجارية رقم 4 لسنة 2001»، صدر عام 2013.
- «أحكام الالتزام»، صدر عام 2014.
- «الوجيز في شرح القانون التجاري»، أربعة أجزاء صدرت بين 2014-2019. (ردمك 9789950395022)
- «مصادر الالتزام، مصادر الحق الشخصي»، بالاشتراك مع الدكتور أحمد السويطي، صدر عام 2016.
- «الوجيز قي القانون الدولي الخاص: تنازع القوانين - تنازع الاختصاص القضائي»، صدر عام 2017. (ردمك 9789950395138)
- «مدخل إلى علم القانون»، صدر عام 2017. (ردمك 9789950395176)
- «أسس التحكيم المحلي والدولي»، صدر عام 2019.

## وفاته
تُوفي في مدينة الخليل بتاريخ 22 ديسمبر (كانون الأول) 2020 ميلاديًا المُوافق 7 جمادى الأولى 1442 هجريًا عن عمرٍ ناهز 77 عامًا.